# Clara Koppenburg
Clara Koppenburg   (Lörrach, 3 d'agost de 1995) és una ciclista alemanya professional des del 2015 i actualment a l'equip Cofidis. Guanyadora d'una medalla al Campionat del món de contrarellotge per equips.

## Palmarès
- 2019
  - 1a a la Setmana Ciclista Valenciana i vencedora d'una etapa
- 2022
  - 1a a la ReVolta de 2022

### Resultats a les Grans Voltes

#### Giro d'Itàlia
- 2024: 68a posició

#### Tour de França
- 2023: 15a posició
- 2025: 68a posició

#### Volta a Espanya
- 2024: 39a posició
- 2025: 91a posició